# Domenico Raccuglia
Domenico (Mimmo) Raccuglia (Altofonte, 27 ottobre 1964) è un mafioso italiano boss di Altofonte, detto U vitirinariu (Il veterinario).

## Biografia
Era inserito nell'elenco dei trenta latitanti più pericolosi d'Italia.
Ex autista di autobus, in origine era sotto il comando di Giovanni Brusca. Arrestato quest'ultimo, e poi Salvatore Genovese, prese il controllo del mandamento di San Giuseppe Jato. Dopo l'arresto di Bernardo Provenzano e di Salvatore Lo Piccolo era ritenuto il secondo membro di spicco di Cosa Nostra, preceduto da Matteo Messina Denaro. Il suo territorio infatti si era esteso anche nella zona di Partinico e Borgetto.
Viene condannato a 3 ergastoli per il rapimento e l'uccisione di Giuseppe Di Matteo, figlio undicenne del pentito Santino Di Matteo, per l'omicidio di Girolamo La Barbera, il padre del pentito Gioacchino La Barbera e altri omicidi eseguiti negli anni novanta.
Latitante dal 1996, è stato arrestato il 15 novembre 2009 nel trapanese, nel territorio di Calatafimi Segesta.